# NGC 2764
NGC 2764 est une galaxie lenticulaire située dans la constellation du Cancer. NGC 2764 a été découverte par l'astronome germano-britannique William Herschel en 1784.

## Caractéristiques
Sa vitesse par rapport au fond diffus cosmologique est de 2 995 ± 20 km/s, ce qui correspond à une distance de Hubble de 44,2 ± 3,1 Mpc (∼144 millions d'al).
À ce jour, une mesure non basée sur le décalage vers le rouge (redshift) donne une distance d'environ 37,400 Mpc (∼122 millions d'al). Cette valeur est à l'extérieur, mais compatible avec les valeurs de la distance de Hubble. Notons que c'est avec la valeur moyenne des mesures indépendantes, lorsqu'elles existent, que la base de données NASA/IPAC calcule le diamètre d'une galaxie et qu'en conséquence le diamètre de NGC 2764 pourrait être d'environ 21,2 kpc (∼69 100 al) si on utilisait la distance de Hubble pour le calculer.
NGC 2764 présente une large raie HI.

## Groupe de NGC 2749
NGC 2764 fait partie du groupe de NGC 2749. Les autres galaxies de ce groupe sont NGC 2730, NGC 2738, NGC 2744, NGC 2749, UGC 4773, UGC 4780 et UGC 4809. À ces galaxies, s'ajoute sans doute NGC 2737, car elle est fort probablement en interaction gravitationnelle avec NGC 2738.